# Józef Szczepański
Józef Andrzej Szczepański, ps. „Ziutek” (ur. 30 listopada 1922 w Warszawie, zm. 10 września 1944 tamże) – polski poeta, powstaniec warszawski, żołnierz batalionu „Parasol” Armii Krajowej.

## Życiorys

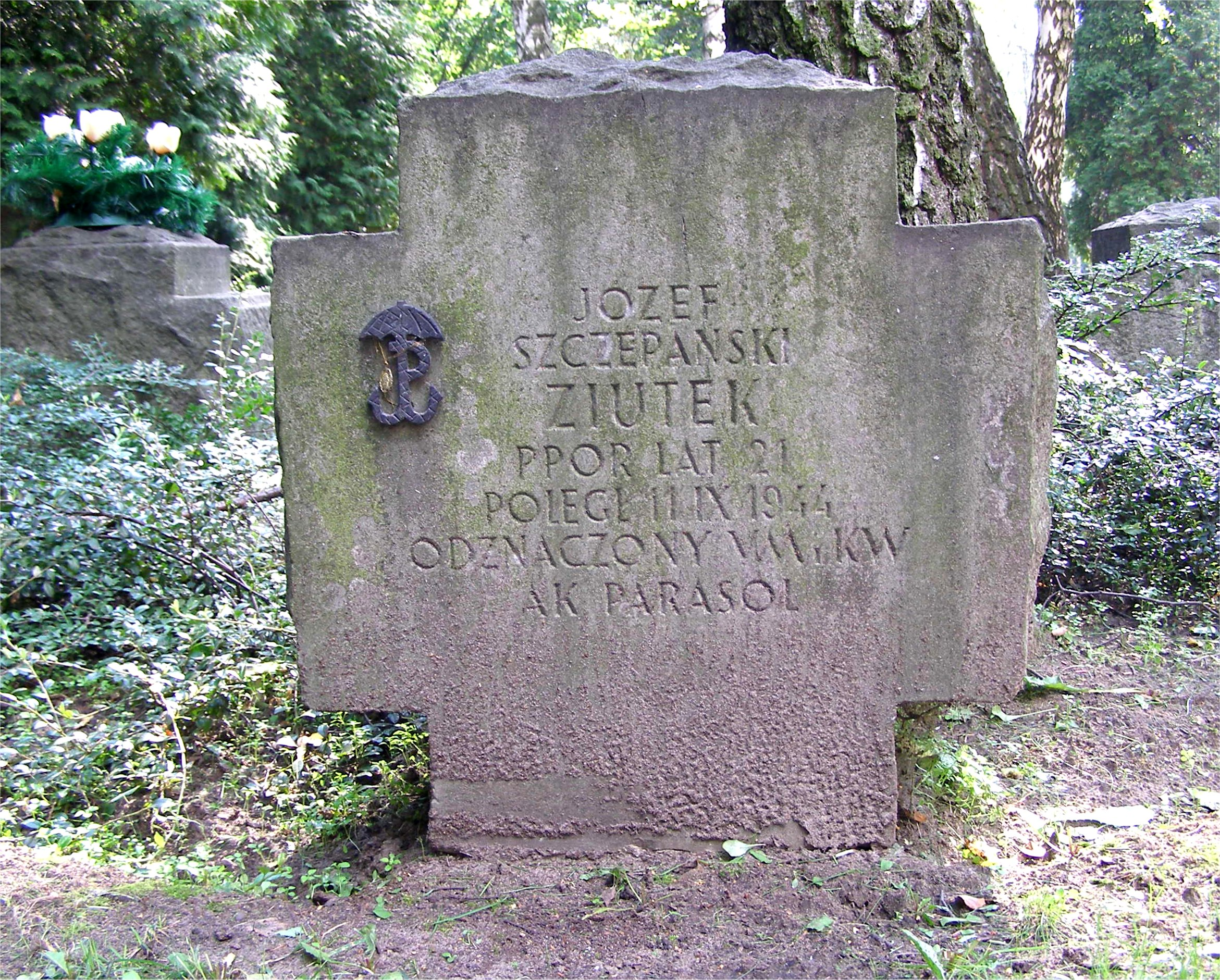
Grób Józefa Szczepańskiego na cmentarzu Wojskowym na Powązkach w Warszawie

Urodził się w Warszawie 30 listopada 1922 roku w Wojskowym Szpitalu Ujazdowskim. Był pierwszym dzieckiem Matyldy i Józefa Szczepańskich. Ze względu na słabe samopoczucie matki po porodzie, Józef Szczepański został przewieziony do rodzinnego domu ojca do Łęczycy. Tam też został ochrzczony.
Przed wojną i w czasie okupacji mieszkał przy ul. Targowej, później przy Długiej 10.
Ukończył Gimnazjum im. Władysława IV, małą maturę zdał w 1939. Uczył się na tajnych kompletach organizowanych przez dyrektora Gimnazjum im. Władysława IV dra Zygmunta Usarka, jednak nauki nie ukończył.
Był harcerzem 17 Warszawskiej Drużyny Harcerskiej przed 1939 i w okresie konspiracji. W czasie okupacji był związany z Marią Butyter.
We wrześniu 1939 ewakuował się z rodziną na wschód, powrócił do Warszawy w końcu 1942, w czasie tworzenia Grup Szturmowych Szarych Szeregów, do których wciągnęli go koledzy. Następnie był żołnierzem oddziału/kompanii „Agat” – „Pegaz” i „Parasol”, absolwentem Szkoły Podchorążych Piechoty Rezerwy „Agricola” w stopniu plutonowego podchorążego (kwiecień 1944).
Był uczestnikiem licznych akcji bojowych, m.in. zamachu na generała SS Wilhelma Koppego w Krakowie (Akcja Koppe). Gdy wybuchło powstanie warszawskie, był dowódcą drużyny w „Parasolu”. Uczestniczył w walkach na Woli w rejonie ul. Wolskiej, Żytniej, pl. Kercelego i cmentarzy wolskich, wolski pałacyk Michla (właściwie kamienicę Karola Michlera przy ul. Wolskiej 40) uwiecznił w powstańczej piosence batalionu. Przez ruiny getta przedostał się na Stare Miasto. Tam, dowiadując się o sowieckich oddziałach, które zatrzymały się na przedpolu Pragi, napisał wiersz Czerwona zaraza.
1 września został ciężko ranny w czasie osłaniania ewakuacji oddziałów powstańczych ze Starego Miasta (przy ul. Barokowej). Przeniesiono go kanałami do Śródmieścia, do szpitala powstańczego przy ul. Marszałkowskiej 75 (inne źródła mówią o szpitalu na ul. Mokotowskiej lub ul. Czackiego). Zmarł 10 września 1944.
Dwukrotnie odznaczony Krzyżem Walecznych, a pośmiertnie Virtuti Militari V klasy, pośmiertnie awansowany do stopnia podporucznika. Jego mogiła powstańcza znajdowała się przy ul. Marszałkowskiej 71.
5 grudnia 1945 został pochowany na cmentarzu Wojskowym na Powązkach w Warszawie, w kwaterze batalionu „Parasol” (kwatera A24-7-3).

## Poezja
Jego twórczość to kronika walk „Parasola”. Pisał w czasie trwania walk powstańczych, pod wrażeniem chwili. Jest autorem piosenek Pałacyk Michla, Parasola Piosenka Szturmowa (inny tytuł Chłopcy silni jak stal) i znanego wiersza o wymowie antysowieckiej Czerwona zaraza (29 sierpnia, ostatni napisany przed śmiercią).
Poza tym napisał: Wiersz do pamiętnika, Już nie wróci twój chłopiec, Hymn, W Parasolu (20 sierpnia), Do Rafała (wiersz dedykowany Stanisławowi Leopoldowi Rafałowi, nauczycielowi Szarych Szeregów poległemu w obronie Starówki 25 sierpnia), Dziś idę walczyć, Mamo! (inny tytuł: Do Matki, pierwodruk 24 sierpnia w Głosie Starego Miasta).
W roku 2012, w ramach projektu Fundacji Sztafeta „Ziutkowi na urodziny”, skomponowano muzykę do 10 wierszy oraz stworzono spójną aranżację wszystkich utworów, włączając istniejące już piosenki. W projekcie wzięli udział m.in. Tomasz Budzyński i Armia, Dariusz Budkiewicz i De Press oraz młodzież z Teatru Muzycznego Od Czapy, prowadzonego przez Fundację Sztafeta pod kierunkiem Małgorzaty Godlewskiej, we współpracy z Muzeum Powstania Warszawskiego, Instytutem Pamięci Narodowej oraz Januszem Szczepańskim, młodszym bratem „Ziutka” i powstańcami z batalionu „Parasol”.

## Upamiętnienie
- W kwietniu 2005 nazwę Józefa Szczepańskiego „Ziutka” nadano rondu na skrzyżowaniu alei Prymasa Tysiąclecia i ul. Górczewskiej na warszawskiej Woli[7].
- 9 lutego 2016 Rada Miejska w Łęczycy nadała Józefowi Andrzejowi Szczepańskiemu ps. „Ziutek” tytuł Honorowego Obywatela Miasta Łęczyca[8].

## W muzyce
- 2016 – na płycie „sierpień” zespołu rockowego Fabryka wydanego nakładem Narodowego Centrum Kultury znalazły się dwa utwory z tekstami Józefa Szczepańskiego - Dziś idę walczyć Mamo! i cover Pałacyk Michla[9].